# 甘达庆
甘达庆（英語：Derek Tai-Ching Kan）是一位臺灣裔美國政治人物，前美国运输部副部长、美国行政管理和预算局副局长。

## 生平
毕业于南加州大学，斯坦福商学研究生院和伦敦政治经济学院，毕业后相继在贝恩策略顾问，艾略特管理集团和来福车任职。2015年被时任美国总统贝拉克·奥巴马提名为美铁董事会成员。2017年4月被时任美国总统唐納·川普提拔为美国运输部副部长。他同时也是美国行政管理和预算局成员。